# Куклинцы
Куклинцы (укр. Куклинці) — село в Мачеховском сельском совете Полтавского района Полтавской области Украині. Примыкает к селу Мачехи, в 0,5 км расположено село Мильцы. Население по переписи 2001 года составляло 63 человека.

## Физико-географическая характеристика
Высота селения над уровнем моря — 128 метров.

## История
В 1685 году гетман Иван Самойлович в награду за службу даровал село Куклинцы Полтавского полка Прокопу Левенцу. В 1693 году село подтверждено царскою грамотой сыну Прокопа, Ивану Левенцу. Несмотря на это, гетман Иван Мазепа позднее отобрал у Ивана Левенца село Куклинцы. В 1721 году Иван Левенец, опираясь на царскую грамоту, добился возвращения села под свой контроль. После смерти Ивана Скоропадского правители генеральной канцелярии в 1722 году отдали Куклинцы в числе других сёл генералу Иоганну Вейсбаху, которому согласно царского приказа полагалась иметь в Малороссии 500 дворов.
В 1776 году в селе действовала Церковь святого Николая, тогда к церковному приходу относилось 27 дворов. По состоянию на 1973 года село входило в состав Мачеховского сельского совета (центр — село Мачехи) Полтавской области.
С 24 декабря 2017 года входит в состав Мачеховской общины.

## Инфраструктура
В 1990-х годах был разработан проект строительства дороги Мильцы — Куклинцы — Мачехи, которая свяжет автомобильные дороги М-03 и М-22. Разработчики проекта планировали, что его реализация позволит осуществить беспрепятственный проезд грузового транспорта по направлению Сумы — Полтава — Кременчуг.